# Kundun
Kundun är en amerikansk film från 1997, regisserad av Martin Scorsese.

## Handling
Kundun gavs ut 1997 bara månader efter filmen Sju år i Tibet.
Filmen handlar om hur man fann och utsåg den nuvarande 14e Dalai Laman, Tenzin Gyatso och Om den 14e Dalai Lamas liv och uppväxt i Tibet, före och under den kinesiska ockupationen fram till tiden vid Lhasaupproret då han flydde till Indien 1959.

## Om filmen
Filmens manus skrevs av Melissa Mathison och den regisserades av Martin Scorsese.

## Rollista (urval)
- Tenzin Thuthob Tsarong - Dalai Lama (som vuxen)
- Gyurme Tethong - Dalai Lama (som 12-åring)
- Tulku Jamyang Kunga Tenzin - Dalai Lama (som 5-åring)
- Tenzin Yeshi Paichang - Dalai Lama (som 2-åring)
- Kim Chan - kinesisk general
- Ken Leung - (röst)